# Gallo (cognome)
Gallo è un cognome di lingua italiana.

## Varianti
Galli, Gallis, Gall, Gallelli, Gallello, Galletta, Galletti, Galletto, Gallina, Gallini, Gallino, Gallucci, Galluccio, Galluzzi, Galluzzo, Gallu, Gallùs, Galliussi, Gallone, Galloni, Gallozzi, Gallaccio, Gallas, Gallarini, Gallero, Gallotti.

## Origine e diffusione
Sesto cognome italiano per frequenza, le ipotesi sulla sua origine sono diverse: 
- potrebbe derivare dal nome Gallo, molto diffuso in epoca romana, la cui origine era chiaramente etnica e riconduceva agli abitanti della Gallia[2];
- derivare da un soprannome per descrivere una persona che allevava l'omonimo animale.[2][3]
- derivare da un toponimo, vista la presenza di molti comuni italiani con questo nome.[2]

Presente in tutte le regioni italiane, e portato da circa 13.000 famiglie, la diffusione del cognome Gallo, potrebbe essere dovuta al culto del monaco irlandese San Gallo.
Nella sua variante Galli - che risulta essere il ventinovesimo cognome italiano per frequenza - portato da oltre 9.000 famiglie, è diffuso quasi esclusivamente nelle regioni centrali e settentrionali, in particolare in Lombardia.

## Persone
- Antonio Maria Gallo, cardinale italiano (Osimo, n.1553 - Ancona, † 1620)
- Giuseppe Gallo, ex calciatore italiano (Castellammare di Stabia, n.1940)
- Lorenzo Gallo, calciatore italiano (Modena, n.1905 - Roma, † 1976)
- Mario Gallo, calciatore italiano (Padova, n.1909)